# Dactylocythere lepta
Dactylocythere lepta är en kräftdjursart som beskrevs av Hobbs och Peters 1991. Dactylocythere lepta ingår i släktet Dactylocythere och familjen Entocytheridae. Inga underarter finns listade i Catalogue of Life.